# Троицкая церковь (Китаевская пустынь)
Троицкая церковь — православный храм Китаевской пустыни в Киеве, памятник архитектуры XVIII века в стиле украинского барокко. Относится к типу пятикамерных украинских церквей.
Троицкая церковь построена в 1763—1767 годах лаврским мастером-каменщиком Степаном Ковниром по проекту архитектора Петра Неёлова. С тех пор Китаевская пустынь стала называться Свято-Троицкой. В 1854 и 1892 годах церковь перестраивалась. В эпоху советской власти Китавеский монастырь был закрыт, церковь пришла в аварийное состояние и начали обрушаться отдельные элементы. Работы по исследованию и реставрации памятника начались в 1970 году. Реставрация и восстановление проводилась по проекту архитекторов Раисы Быковой и Василия Безякина. Работы были завершены в 1992 году.

## Галерея

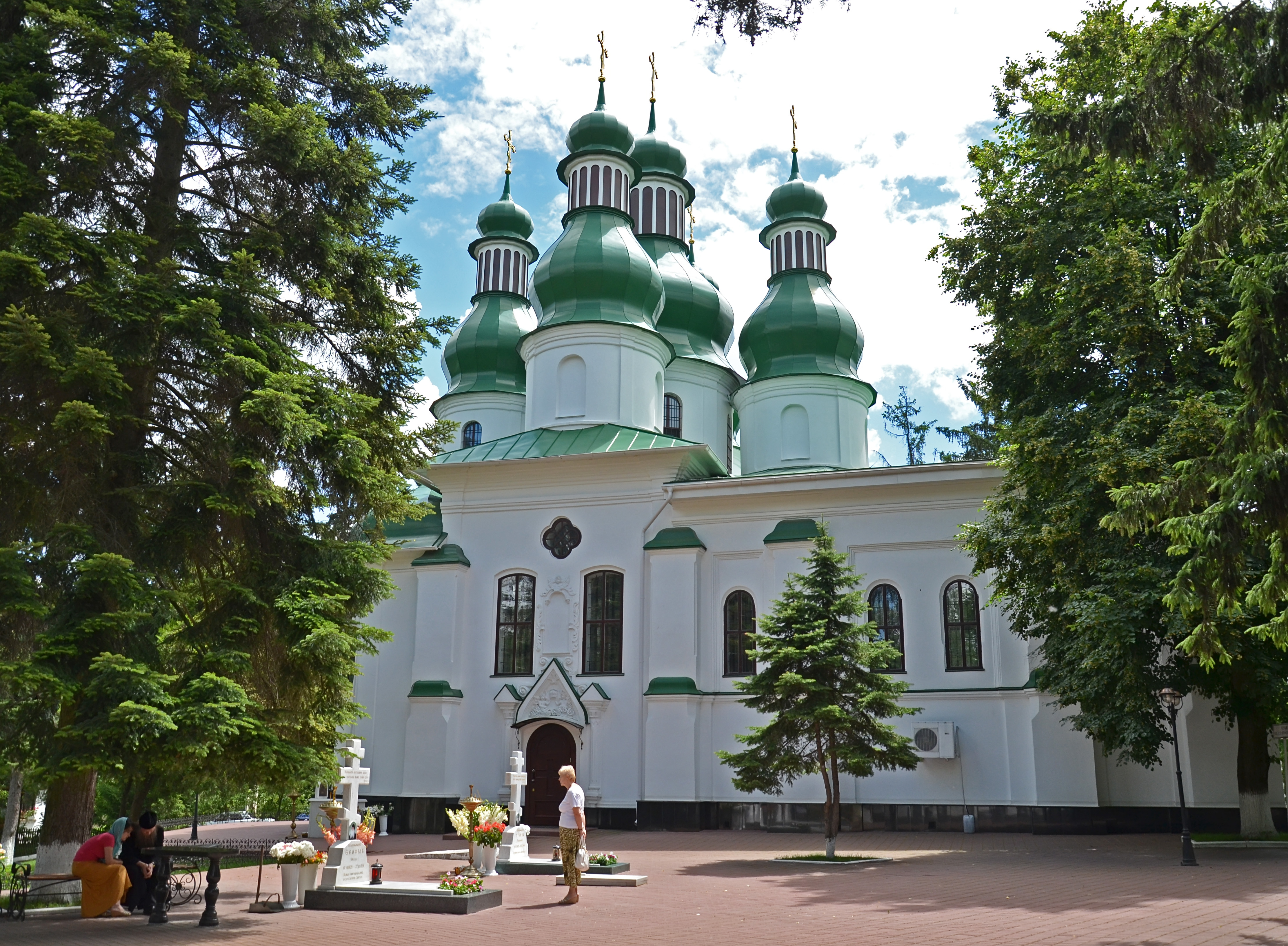
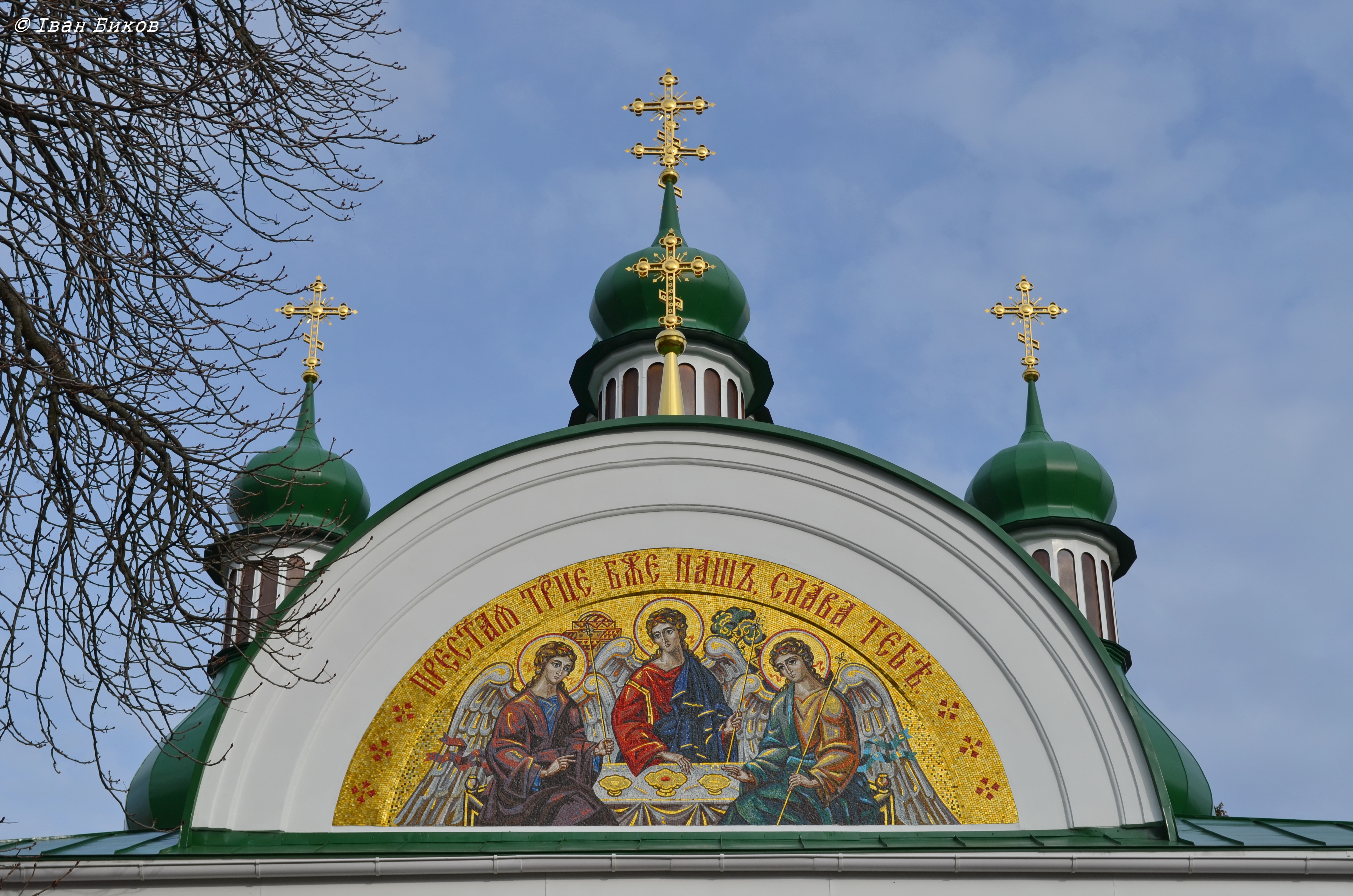
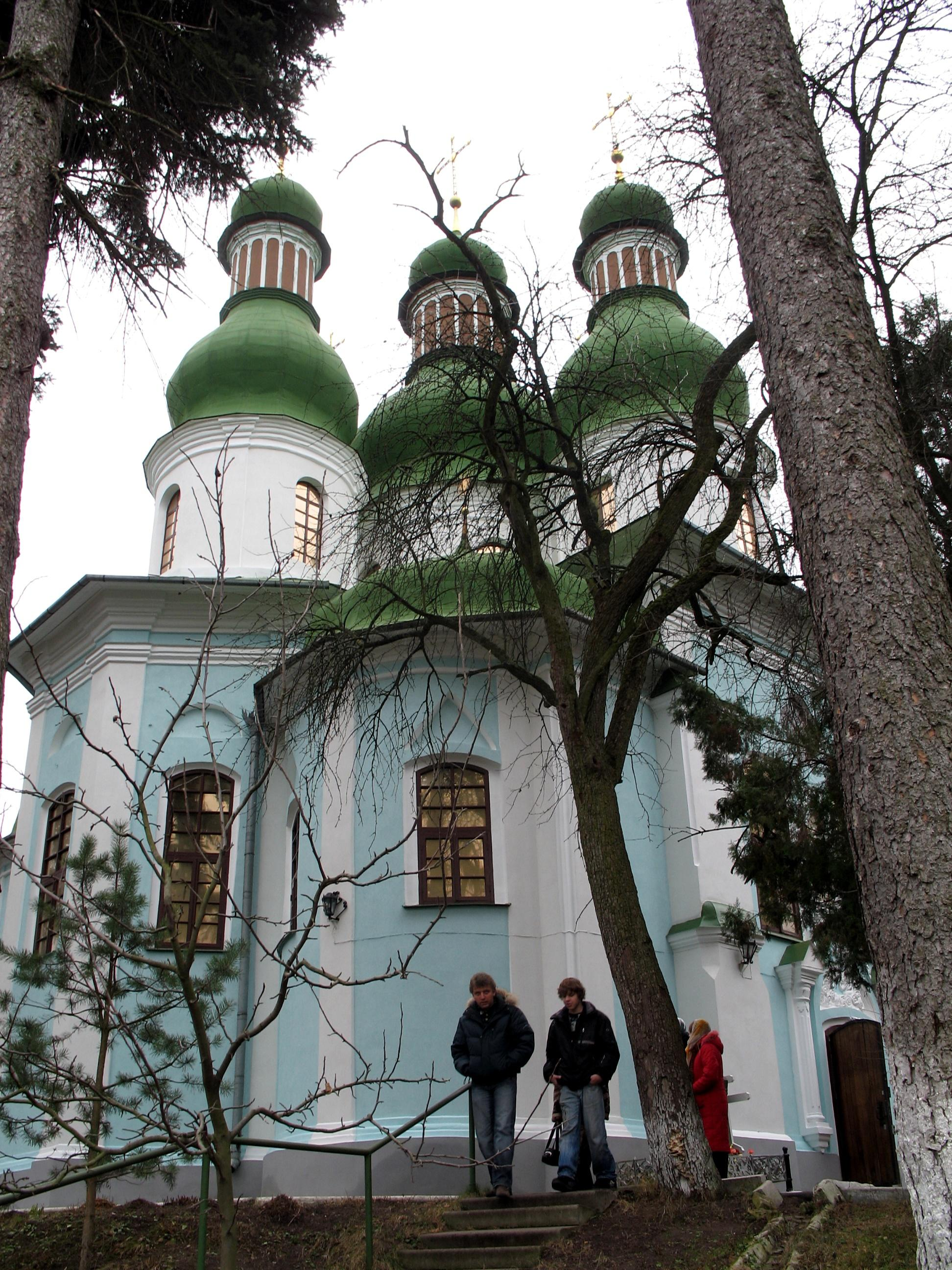
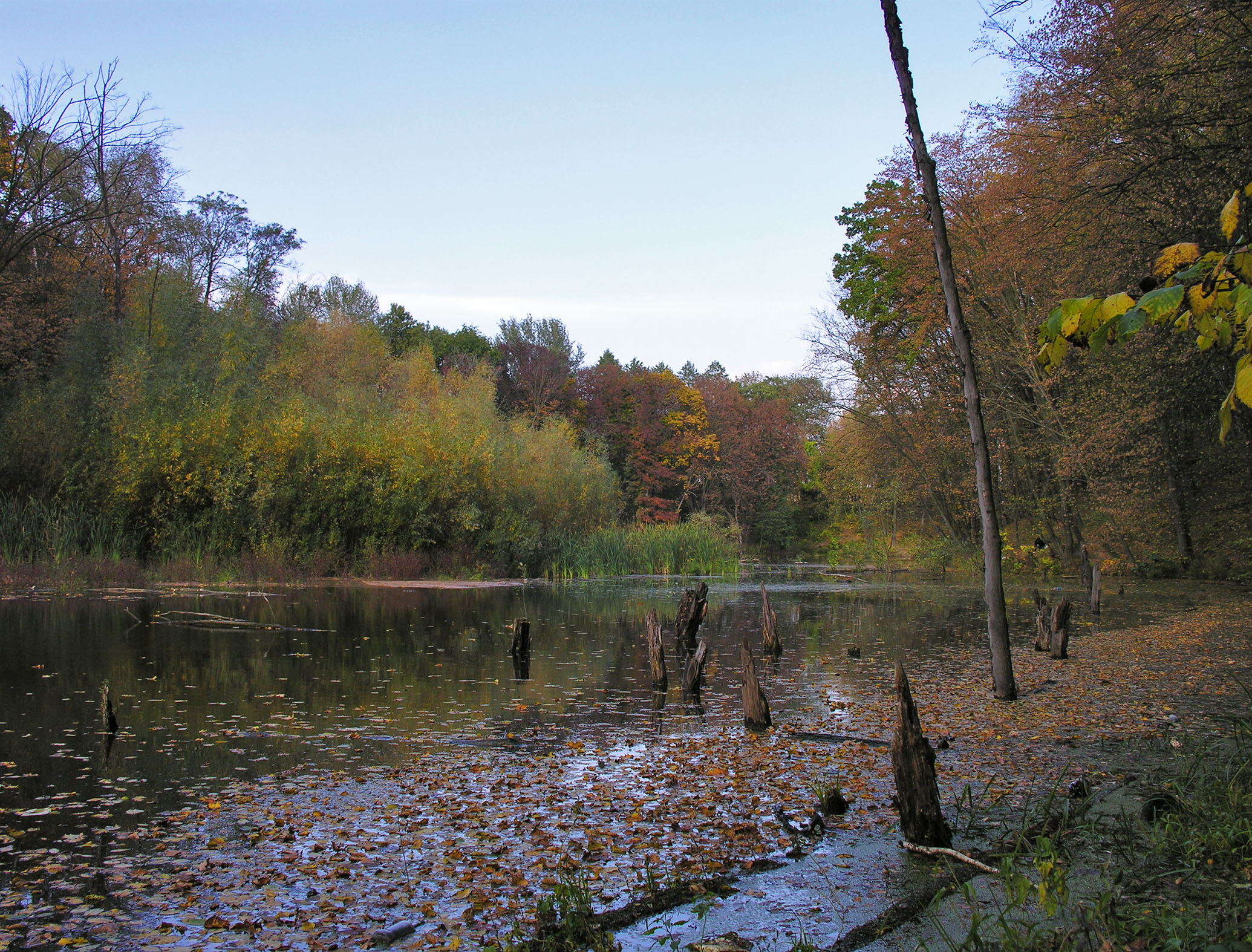
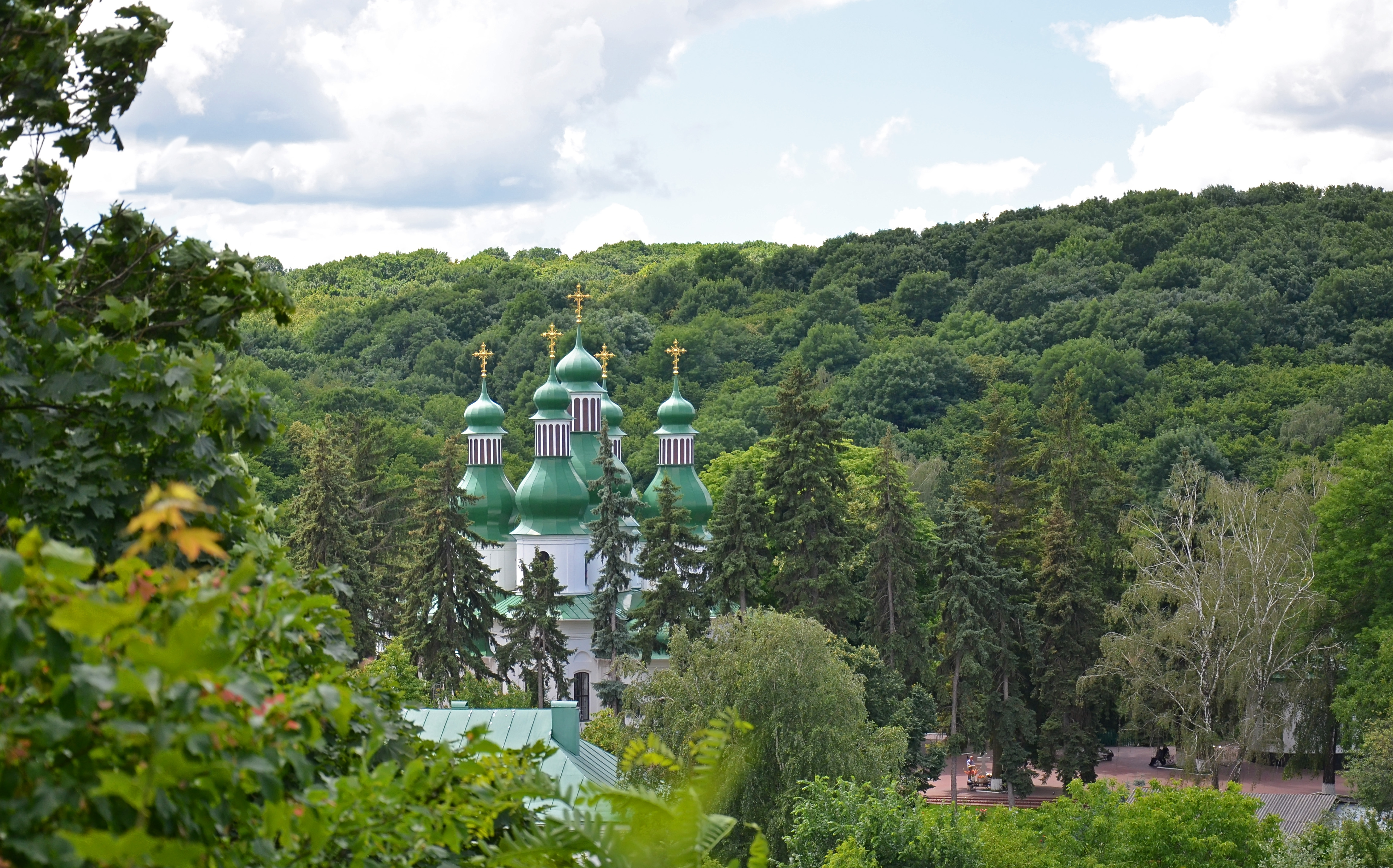